# Oulad Nacer
Oulad Nacer (franska: Oulad Nacer (CR), Oulad Nacer (Commune Rurale), arabiska: أولاد بورحمون) är en kommun i Marocko.   Den ligger i provinsen Fquih Ben Salah och regionen Béni Mellal-Khénifra, 190 km söder om huvudstaden Rabat. Antalet invånare är 26 527.